# Rozella żółtolica
Rozella żółtolica (Platycercus icterotis) – gatunek średniej wielkości ptaka z rodziny papug wschodnich (Psittaculidae), najmniejsza spośród rozelli. Występuje w południowo-zachodniej Australii. Nie jest zagrożona wyginięciem.

## Taksonomia
Po raz pierwszy gatunek opisali Coenraad Jacob Temminck i Heinrich Kuhl w 1820 na łamach Nova acta Academiae Caesareae Leopoldino-Carolinae Germanicae Naturae Curiosorum. Nowemu gatunkowi nadali nazwę Psittacus icterotis. Początkowo opis przypisywano jedynie Kuhlowi, jednak wersja z dwoma autorami jest poprawna. Holotyp pochodził z Albany (południowo-zachodnia Australia Zachodnia). Obecnie (2020) Międzynarodowy Komitet Ornitologiczny umieszcza rozellę żółtolicą w rodzaju Platycercus. Wyróżnia 2 podgatunki: nominatywny i P. i. xanthogenys, opisany po raz pierwszy w 1891 przez Salvadoriego na podstawie holotypu nieznanego pochodzenia; początkowo był w kolekcji Goulda, potem przeszedł w posiadanie Muzeum Historii Naturalnej w Londynie (wówczas British Museum).

## Zasięg występowania
Przedstawiciele podgatunku nominatywnego zamieszkują wybrzeże południowo-zachodniej Australii, natomiast ptaki podgatunku P. i. xanthogenys suchszy od wybrzeża interior południowo-zachodniej Australii; jest strefa, w której ptaki obydwu podgatunków spotykają się. Są to jedyne rozelle występujące na wymienionym obszarze. Niekiedy spotkać je można w parkach w Perth. BirdLife International szacuje całkowity zasięg występowania na 308 tys. km².

## Morfologia

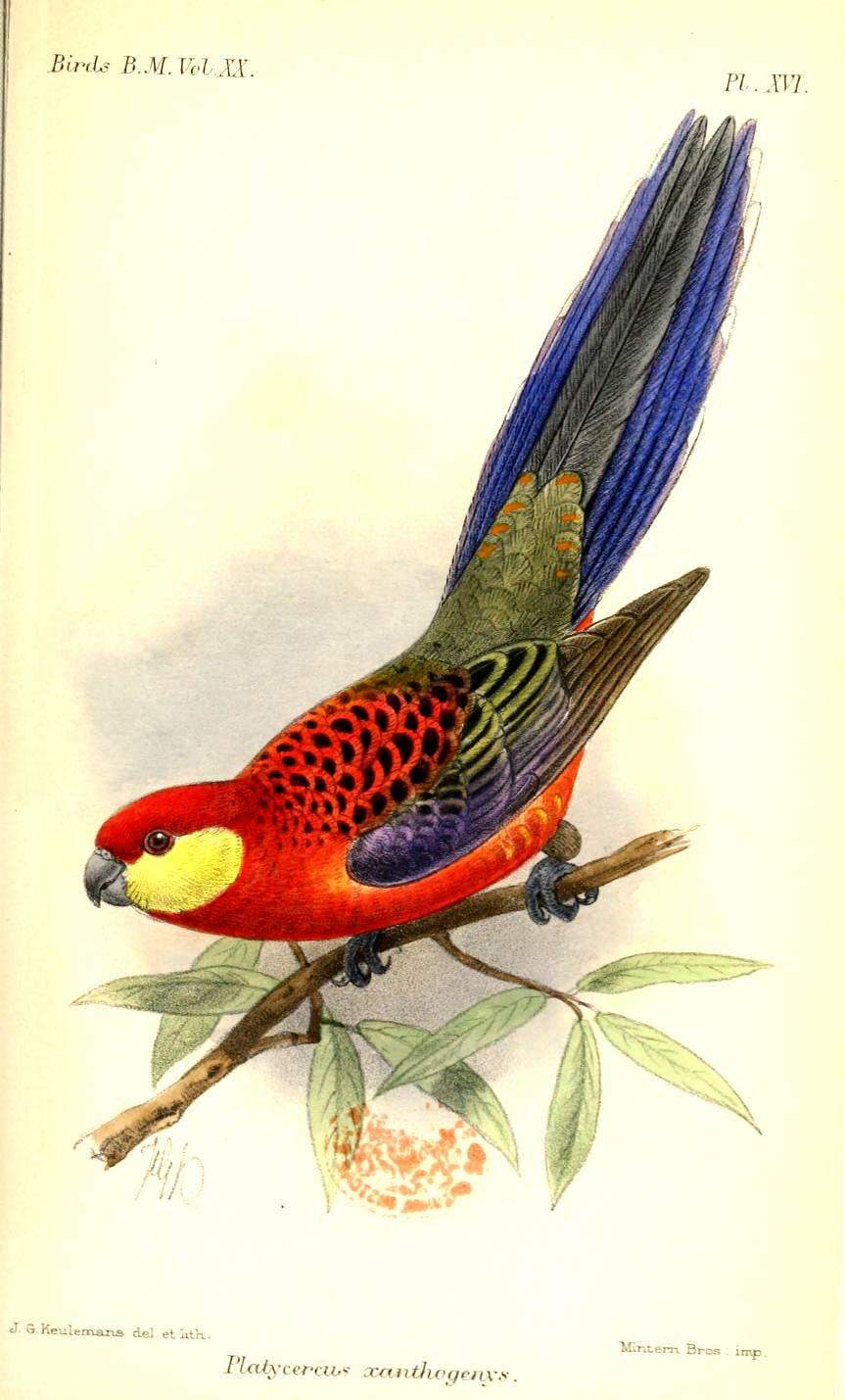
Przedstawiciel podgatunku P. i. xanthogenys; ilustracja z 1891

Długość ciała wynosi 25–30 cm, masa ciała 52–80 g. Długość skrzydła wynosi 130–150 mm, długość ogona 212–249 mm, górnej krawędzi dzioba 12–15 mm, skoku 17–20 mm. Opis dotyczy ptaków podgatunku nominatywnego. Pióra na głowie szkarłatne, widoczna jasnożółta plama na policzku i gardle. Grzbiet czarny, w górnej części grzbietu krawędzie piór czerwone (u starszych ptaków), w środkowej żółtozielone i czerwone, zielone w niższej. Kuper ciemnozielony z rdzawym nalotem, bardziej widocznym u samic. Zgięcie skrzydła niebieskie. Pokrywy skrzydłowe czarne z zielonymi krawędziami, zewnętrzne pokrywy skrzydłowe średnie i większe niebieskie. Lotki są czarniawe z niebieskimi krawędziami zewnętrznych chorągiewek, lotki II rzędu podobne, ale z niebiesko-zielonymi krawędziami. U niektórych samców występuje jasny pasek skrzydłowy. Spód ciała szkarłatny. Ogon u nasady ciemnozielony, kolor przechodzi w niebieski ku końcowi. Spód ogona jasnoniebieski z białą końcówką. U samic plama na policzku jest nieco bardziej matowa, pióra na głowie, obok boków gardła, na piersi i po bokach ciała. Ponadto pióra na ich grzbiecie nie mają czerwonych krawędzi. Osobniki młodociane zyskują dorosłe upierzenie w wieku 14 miesięcy.
Ptaki podgatunku P. i. xanthogenys wyróżniają się jaśniejszym upierzeniem, samce mają szersze czerwone krawędzie piór na grzbiecie; zielone części grzbietu są bardziej szare. Na ogonie brak zielonej barwy.

## Ekologia i zachowanie
Środowiskiem życia rozelli żółtolicych są otwarte lasy eukaliptusów, nadrzeczne zadrzewienia (np. Eucalyptus marginata), tereny upraw, sady, miasta, przecinki, okolice dróg, ogrody, pastwiska, sawanna i zakrzewienia; unikają wrzosowisk. Przebywają w parach lub małych grupkach, tworzą większe stada przy obfitych źródłach pokarmu. Żywią się nasionami traw, owadami, owocami, w tym jagodami, kwiatami, nektarem i pąkami kwiatowymi.

### Lęgi
Okres lęgowy trwa od sierpnia do grudnia. Gniazdo mieści się w dziupli drzewa, często E. salmonophloia albo E. wandoo. Wyściółkę stanowią rozkładające się wióry. Zniesienie liczy 3–7 (zwykle 5) jaj. Inkubacja trwa około 20 dni; wysiaduje samica, karmiona w tym czasie przez samca. Młode opierzają się po około 30 dniach życia.

## Status
IUCN uznaje rozellę żółtolicą za gatunek najmniejszej troski (LC, Least Concern) nieprzerwanie od 1988 (stan w 2020). Trend populacji oceniany jest jako spadkowy ze względu na niszczenie środowiska. BirdLife International wymienia 11 ostoi ptaków IBA, w których odnotowano te papugi; są to m.in. okolice jeziora Magenta (leżącego w obszarze Wheatbelt), Stirling Range, Rezerwat przyrody Dragon Rocks czy Two Peoples Bay and Mount Manypeaks (ostoja obejmująca Rezerwat przyrody Two Peoples Bay i Mount Manypeaks).